# Тришина (Трапани)
Тришина је насеље у Италији у округу Трапани, региону Сицилија.
Према процени из 2011. у насељу је живело 1353 становника. Насеље се налази на надморској висини од 31 м.